# Лозовеньківський заказник
Лозове́ньківський зака́зник — лісовий заказник місцевого значення в Україні. Об'єкт природно-заповідного фонду Харківської області. 
Розташований у межах Дергачівського району Харківської області, в смт Мала Данилівка. 
Площа — 50,5 га. Статус присвоєно згідно з розпорядженням облдержадміністрації від 29.05.1996 року № 581. Перебуває у віданні: Харківська державна зооветеринарна академія. 
Статус присвоєно для збереження цінних лісових насаджень (переважно сосна, дуб), створених на пісках надзаплавної тераси річки Лопань під керівництвом видатного вченого-агронома Колесова. Найстаріші штучні деревостани, що збереглися дотепер, мають вік понад 100 років. Розташуванні в лісопарковій зоні міста Харкова. Це один з перших об'єктів наукових досліджень з лісомеліорації пісків. На території заказника розташований невеликий зоопарк та учбова база Харківської державної зооветеринарної академії.

## Галерея

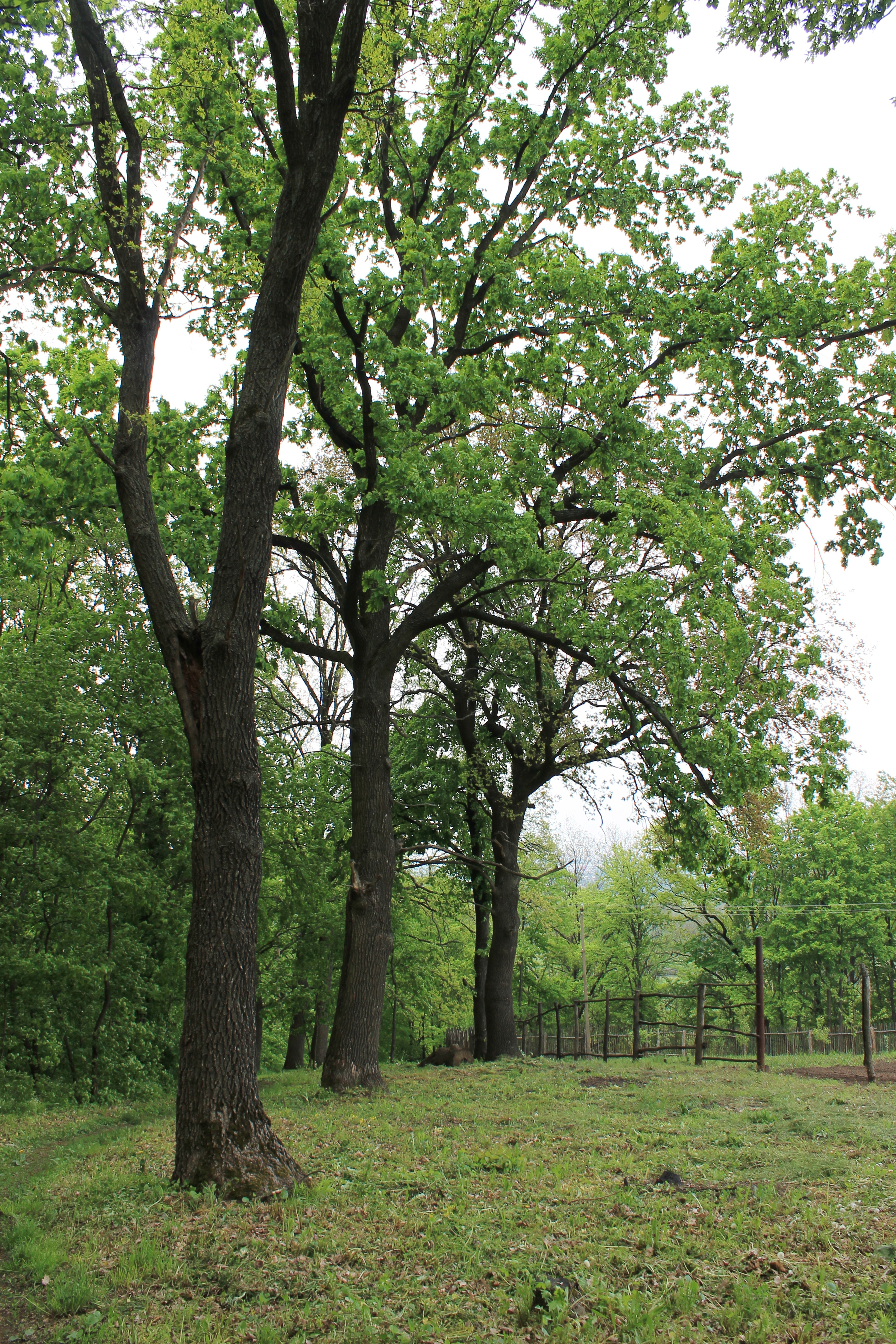
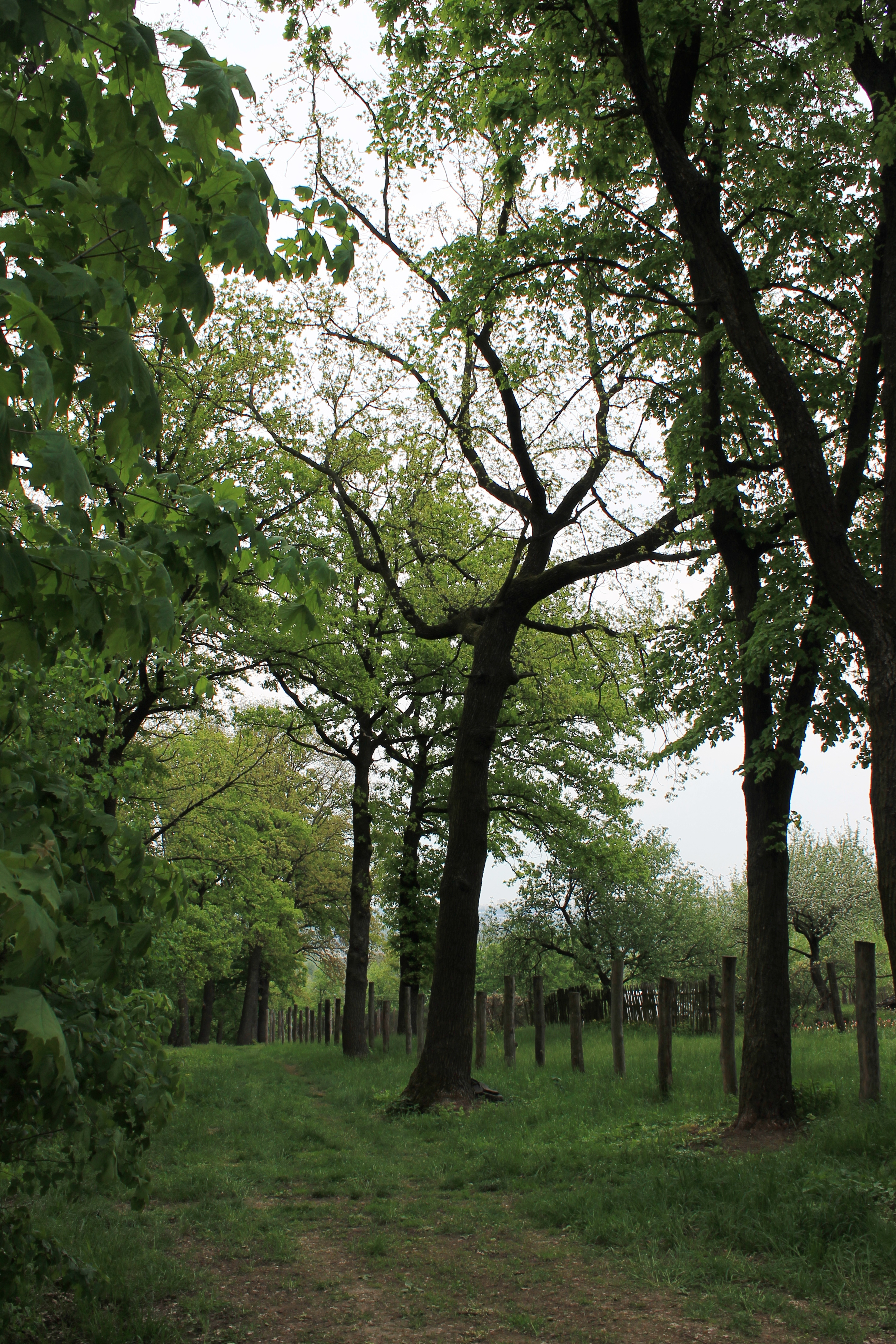

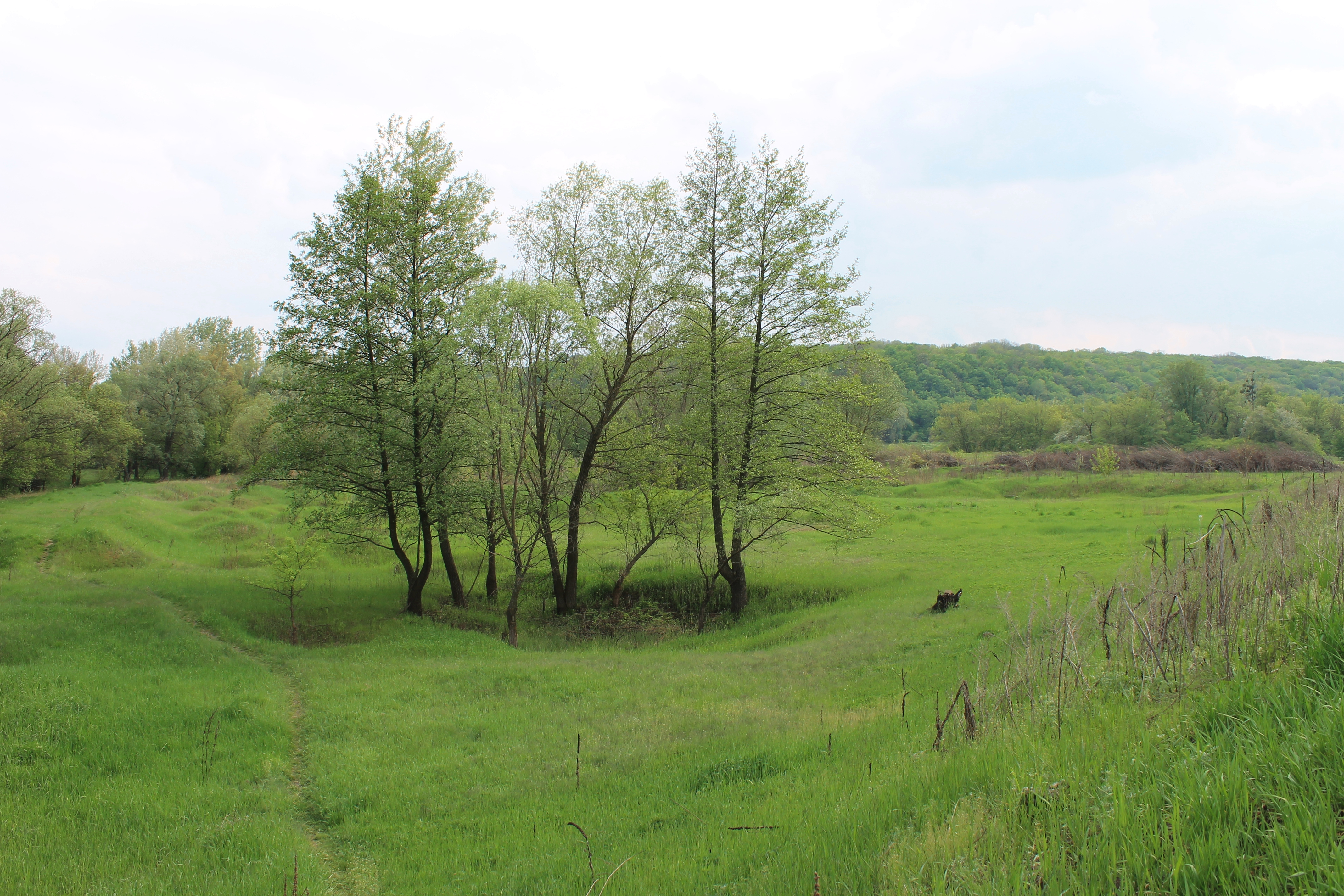
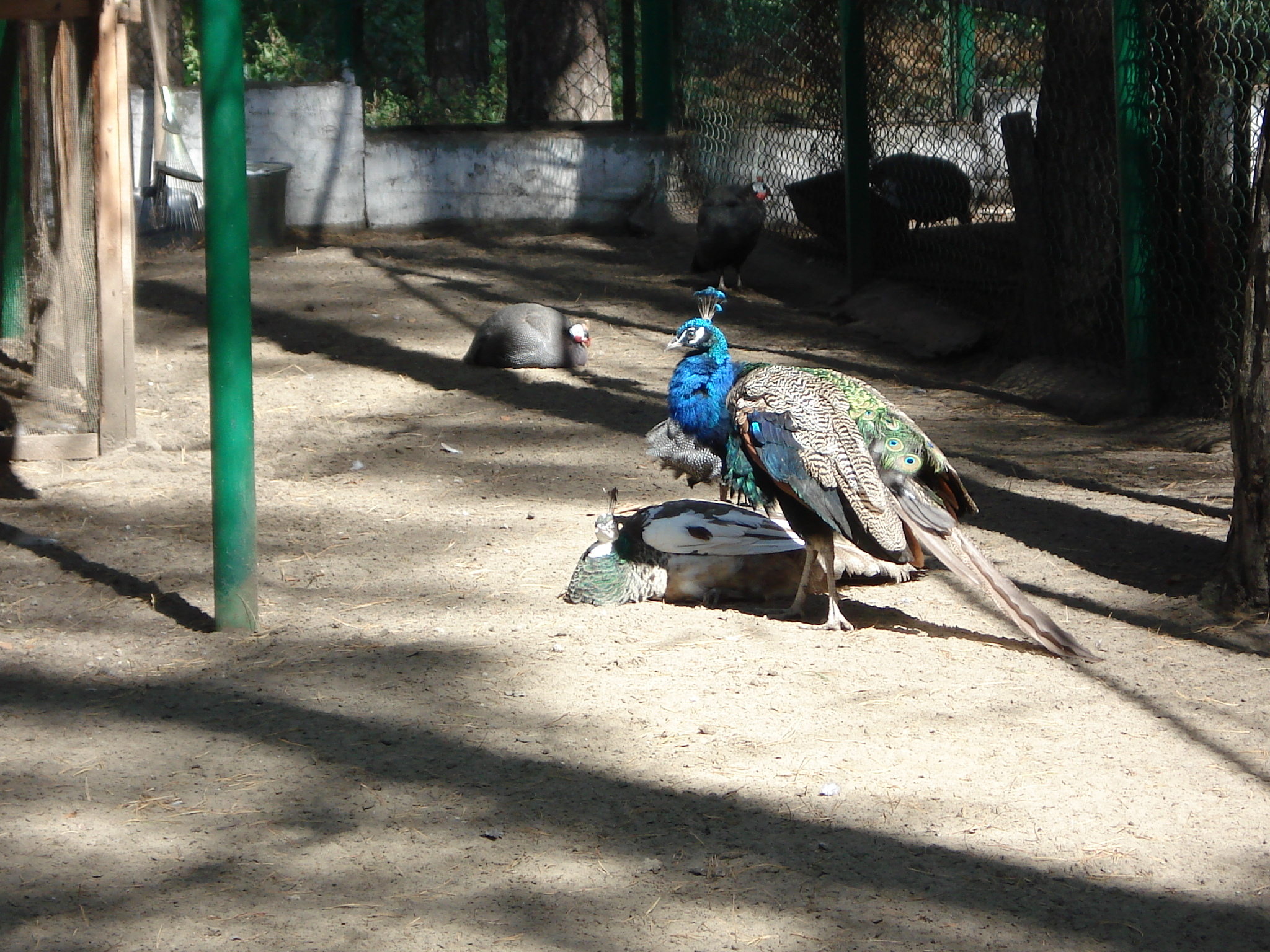
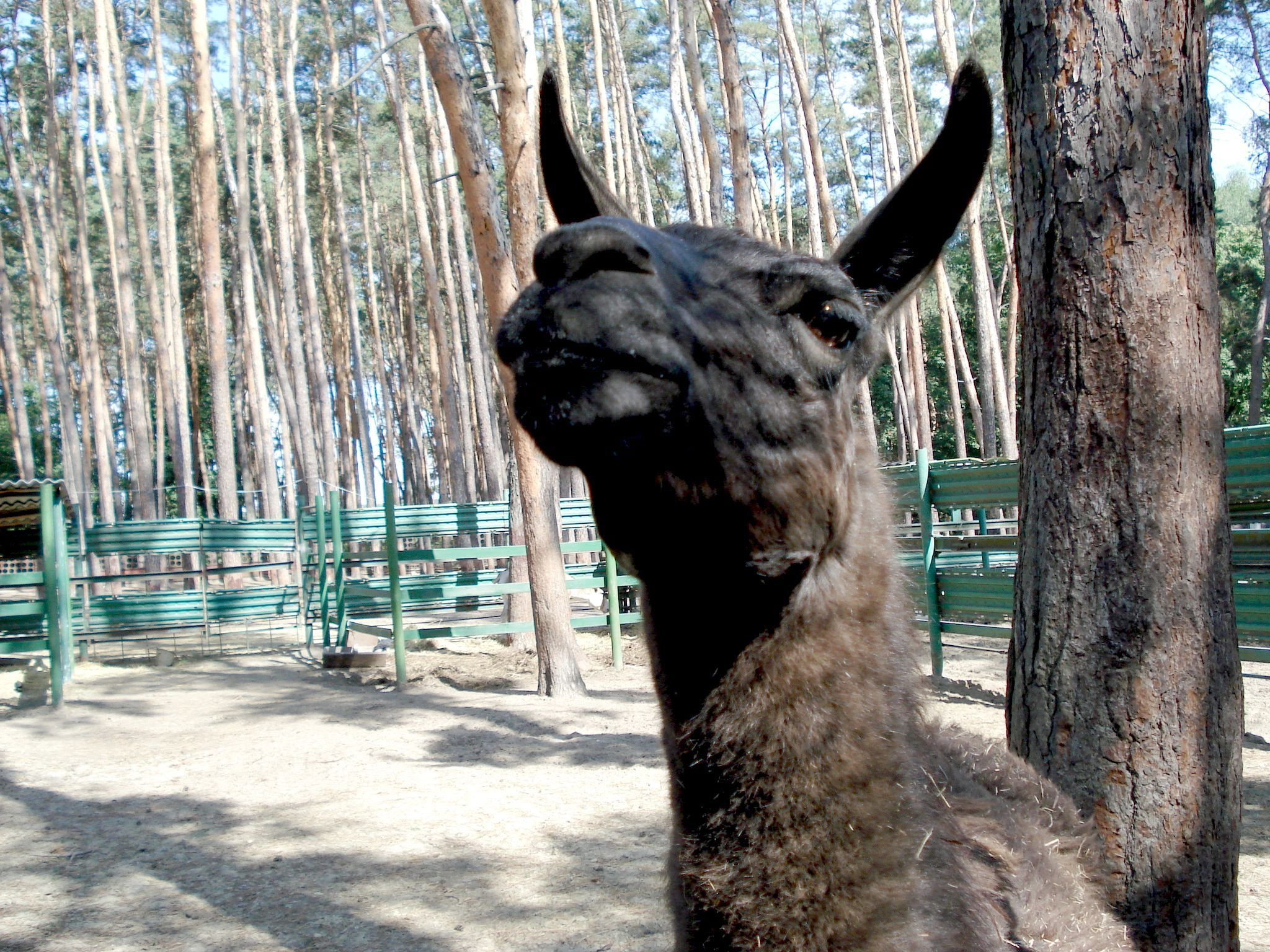
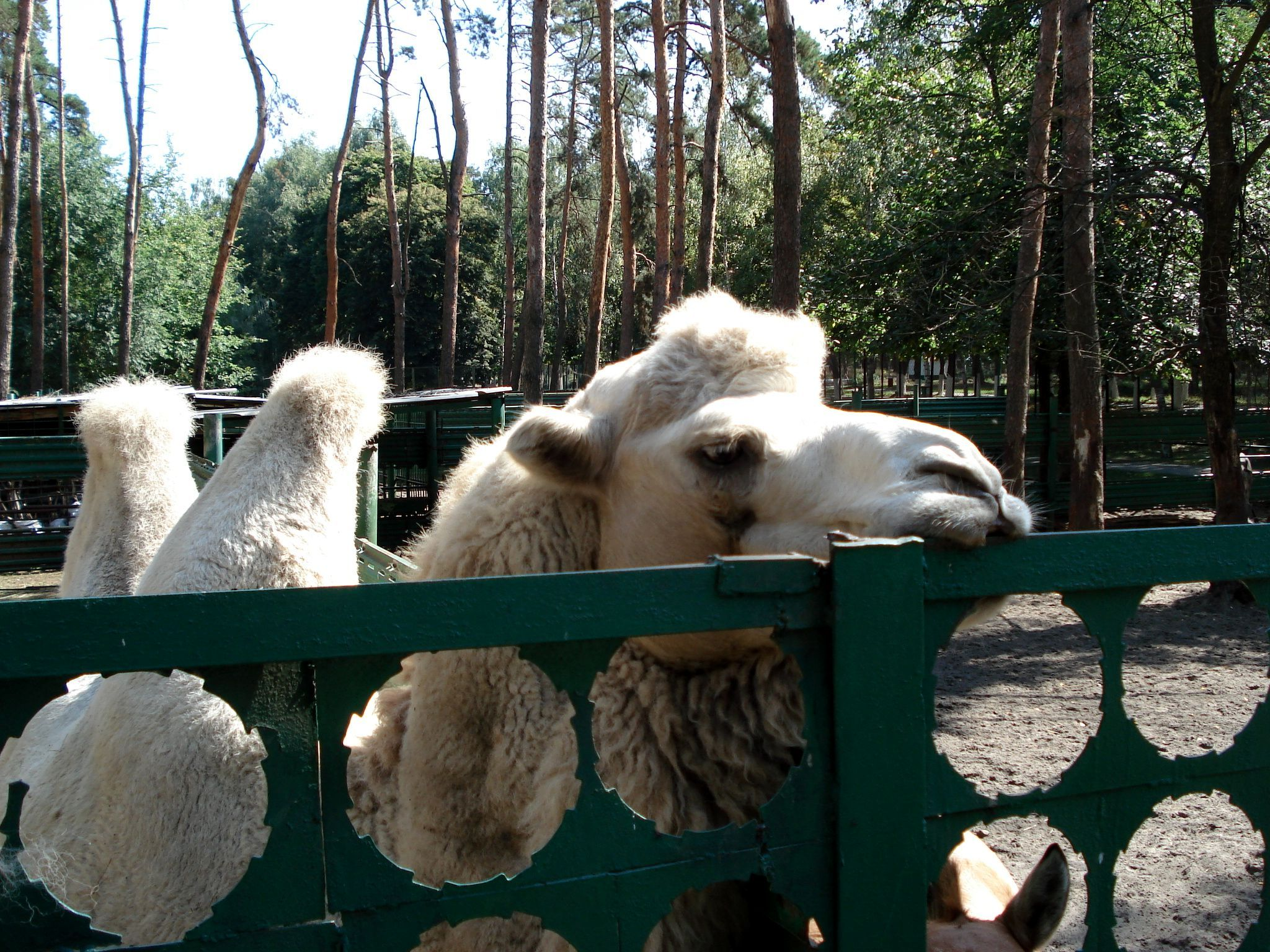